# Analord
Analord è una serie di EP pubblicati dal 15 dicembre 2004 al 9 giugno 2005 dal musicista irlandese Richard D. James con gli pseudonimi AFX e Aphex Twin.
Il primo a essere pubblicato è stato Analord 10, venduto sul sito dell'etichetta Rephlex dal 15 dicembre 2004. Con esso veniva allegata in omaggio una confezione di cuoio per contenere la serie completa. Questo primo album è uscito con lo pseudonimo "Aphex Twin", e i seguenti lavori della serie con lo pseudonimo "AFX". Una versione "condensata" della serie è l'album Chosen Lords. Analord 10 è stato ristampato in versione picture disc il 6 giugno 2005.
Per questa serie, James ha utilizzato una grande varietà di strumenti analogici, tra cui le drum machine Roland TR-606, Roland TR-808 e Roland TR-909, sequencer come il Roland MC-4 e molti sintetizzatori, inclusi il Roland SH-101, il Roland TB-303 e un sintetizzatore modulare Fenix.
Le tracce di Analord sono simili sia come atmosfera che melodicamente alle prime tracce acid e ambient techno dei primi tempi, che restano pur sempre segnate dal veloce e instabile sequencing di batteria perfezionato dai tempi del Richard D. James Album, del 1996.
Il nome "Analord" è probabilmente preso dal brano di Luke Vibert Analord dall'album  '95-'99 pubblicato dalla Planet Mu, e richiama l'uso esclusivo di strumenti musicali analogici usati da James. È probabile che "Analord" sia l'anagramma di "A Roland", richiamo alla Roland, azienda produttrice di sintetizzatori analogici.
Le tracce di Analord 08, 09 e 11 sono chiamate con nomi di virus informatici e malware forse per scoraggiare lo scambio dei file via internet. La copertina di Analord 09 è uno scatto da vicino di un Electrocomp della EML.

## Elenco EP
(in ordine cronologico di pubblicazione)
Analord 10 (come "Aphex Twin", 15 dicembre 2004)
Fenix Funk 5 - 5:07
Xmd5a - 7:56
Analord 01 (come "AFX", 22 gennaio 2005)
Steppingfilter 101 - 4:45
Canticle Drawl - 1:45
MC-4 Acid - 3:47
Untitled - 1:31
Where's Your Girlfriend - 5:06
Grumpy Acid - 3:21
Analord 158b - 1:40
Analord 02 (come "AFX", 22 gennaio 2005)
Phonatacid - 9:47
Laricheard - 2:15
Pissed Up In SE1 - 5:14
Bwoon Dub - 5:55
Analord 03 (come "AFX", 17 febbraio 2005)
Boxing Day - 6:36
Midievil Rave 1 - 2:44
Klopjob - 5:24
Midievil Rave 2 - 4:00
Analord 04 (come "AFX", 17 febbraio 2005)
Crying In Your Face - 4:25
Home Made Polysynth - 4:07
Halibut Acid - 6:07
Breath March 3:46
Analord 05 (come "AFX", 10 marzo 2005)
Reunion 2 - 5:10
Cilonen - 5:34
Analord 06 (come "AFX", 9 aprile 2005)
Batine Acid - 5:26
Snievel Chew - 4:02
I'm Self Employed - 4:26
2 Analogue Talks - 1:47
Analoggins  - 7:17
Analord 07 (come "AFX", 22 aprile 2005)
Lisbon Acid - 8:29
Pitcard - 6:18
AFX Acid 04 - 5:37
Analord 08 (come "AFX", 3 maggio 2005)
PWSteal.Ldpinch.D - 3:43
Backdoor.Berbew.Q - 4:57
W32.Deadcode.A - 6:18
Backdoor.Spyboter.A - 5:06
Analord 09 (come "AFX", 1º giugno 2005)
PWSteal.Bancos.Q - 4:50
Trojan.KillAV.E - 3:03
W32.Aphex@mm - 3:52
Backdoor.Netshadow - 4:49
Analord 10 (come "Aphex Twin", versione picture disc, 6 giugno 2005)
Fenix Funk 5 - 4:58
Xmd 5a - 7:55
Analord 11 (come "AFX", 9 giugno 2005)
W32.Mydoom.AU@mm - 8:47
VBS.Redlof.B - 4:39
Backdoor.Ranky.S - 6:00